# NGC 2971
NGC 2971 este o galaxie LINER situată în constelația Leul Mic. A fost descoperită în 26 martie 1884 de către Édouard Stephan⁠(d).